# グーフィーのはずむ家
- ディズニーパーク

- - 東京ディズニーリゾート > 東京ディズニーランド

- -     - トゥーンタウン > グーフィーのはずむ家

- -     - 東京ディズニーランドのアトラクションの一覧 > グーフィーのはずむ家

- - ディズニーランド・リゾート > ディズニーランド

- -     - トゥーンタウン > グーフィーのはずむ家

- -     - ディズニーランドのアトラクション > グーフィーのはずむ家

グーフィーのはずむ家（Goofy's Bounce House）はかつて世界のディズニーパークに存在したアトラクション。

## このアトラクションが存在したパーク
- ディズニーランド（ディズニーランド・リゾート）[1]
- 東京ディズニーランド（東京ディズニーリゾート）

## 概要
立っていることが不安定なくらい曲がっており家具などはぶつかっても痛くないように柔らかくできている。
東京ディズニーランドにも存在したアトラクションの一つである。

## 施設

### ディズニーランド
| グーフィーのはずむ家 Goofy's Bounce House | グーフィーのはずむ家 Goofy's Bounce House | グーフィーのはずむ家 Goofy's Bounce House | グーフィーのはずむ家 Goofy's Bounce House |
| ----------------------------------------- | ----------------------------------------- | ----------------------------------------- | ----------------------------------------- |
| オープン日                                |                                           |                                           |                                           |
| スポンサー                                | スポンサー                                | なし                                      | なし                                      |
| 利用制限                                  |                                           | なし                                      | なし                                      |
| シングルライダー                          | シングルライダー                          |                                           | 対象外                                    |